# 川内村 (群馬県)
川内村（かわうちむら）は群馬県の東部、山田郡に属していた村。
現在の桐生市川内町（桐生市第16区）に相当する。

## 概要
「川内」の名称は、村の領域が渡良瀬川の内側（山側）にあることに由来する。
町村制以前の5ヶ村の区域が、それぞれ現在の川内町1-5丁目・みどり市大間々町高津戸の区域にほぼ相当する。
- 東小倉村 →1丁目
- 西小倉村 → 2丁目
- 須永村 → 3丁目
- 高津戸村 → 4丁目・みどり市大間々町高津戸
- 山田村 → 5丁目

## 地理
渡良瀬川と足尾山地に囲まれており平地は少ない。
- 山岳：鳴神山、大形山、吾妻山
- 河川：渡良瀬川、山田川、名久木川、小倉川

## 歴史
- 1889年（明治22年）4月1日 町村制施行により、東小倉村、西小倉村、須永村、高津戸村、山田村が合併し、山田郡川内村が成立する。
- 1954年（昭和29年）10月1日
  - 東小倉・西小倉・須永・山田・高津戸の東部が、梅田村・相生村とともに桐生市へ編入する。桐生市川内町（桐生市第16区）となる。
  - 高津戸の西部が大間々町へ編入する。山田郡大間々町高津戸となる。

## 人口
- 1920年（大正9年）：5,913人
- 1940年（昭和15年）：6,013人

## 教育

### 学校
- 中学校
  - 川内中学校
- 小学校
  - 川内南小学校
  - 川内北小学校

### 公民館
- 川内公民館

## 交通

### 道路
- 群馬県道338号駒形大間々線
- 群馬県道342号川内堤線